# Pycnosarcus atavus
Pycnosarcus atavus is een rechtvleugelig insect uit de familie veldsprinkhanen (Acrididae). De wetenschappelijke naam van deze soort is voor het eerst geldig gepubliceerd in 1859 door Saussure.